# Thomas Hendricks
Thomas Andrew Hendricks (Fultonham (Ohio), 7 september 1819 – Indianapolis (Indiana), 25 november 1885) was een Amerikaans politicus en vicepresident.
Geboren in Ohio groeide Hendricks op in Indiana, waar hij zich vestigde als advocaat. Politiek behoorde hij tot de Democratische Partij. Hij was lid van het Huis van Afgevaardigden (1851-1855) en van de Senaat (1863-1869). Hij was tegen de emancipatie van Afro-Amerikanen en steunde president Andrew Johnson in zijn controversiële politiek. Van 1873 tot 1877 was Hendricks gouverneur van Indiana. In 1876 was hij zonder succes kandidaat voor het vicepresidentschap.
In 1880 was hij korte tijd kandidaat voor het presidentschap. In 1884 was hij dit opnieuw, maar moest genoegen nemen met de tweede plaats. Vanaf maart 1885 was Hendricks vicepresident onder president Grover Cleveland. Hendricks stierf amper negen maanden na zijn aantreden aan een hartaanval. De eerste 12 dagen na zijn overlijden stond niemand in de lijn voor de opvolging van de president. Toen koos de senaat echter een president pro tempore en was de opvolging weer verzekerd.
Adams ·
Jefferson ·
Burr ·
Clinton ·
Gerry ·
Tompkins ·
Calhoun ·
Van Buren ·
R.M. Johnson ·
Tyler ·
Dallas ·
Fillmore ·
King ·
Breckinridge ·
Hamlin ·
A. Johnson ·
Colfax ·
Wilson ·
Wheeler ·
Arthur ·
Hendricks ·
Morton ·
Stevenson ·
Hobart ·
Roosevelt ·
Fairbanks ·
Sherman ·
Marshall ·
Coolidge ·
Dawes ·
Curtis ·
Garner ·
Wallace ·
Truman ·
Barkley ·
Nixon ·
L.B. Johnson ·
Humphrey ·
Agnew ·
Ford ·
Rockefeller ·
Mondale ·
Bush ·
Quayle ·
Gore ·
Cheney ·
Biden ·
Pence ·
Harris ·
Vance
- Gemeinsame Normdatei: 1053130007
- International Standard Name Identifier: 0000 0003 8537 9111
- Library of Congress Control Number: n88070847
- Nationale Bibliotheek van Israël: 987007357533705171
- SNAC: w6m32zmv
- Biographical Directory of the United States Congress: H000493
- Virtual International Authority File: 236419047
- WorldCat: E39PBJhMr33pTqbRqdJRthCCwC